# Schiffsrumpf

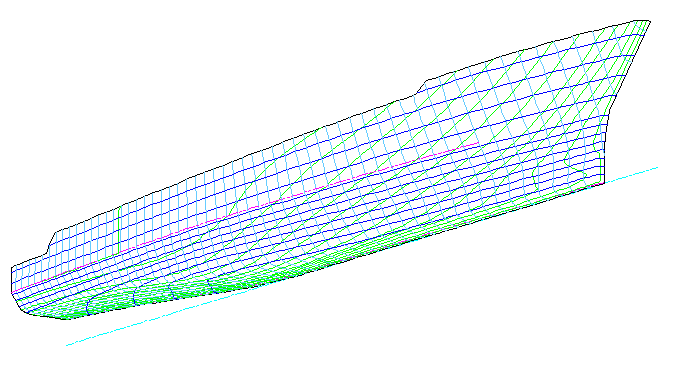
3D-Zeichnung eines Schiffsrumpfs

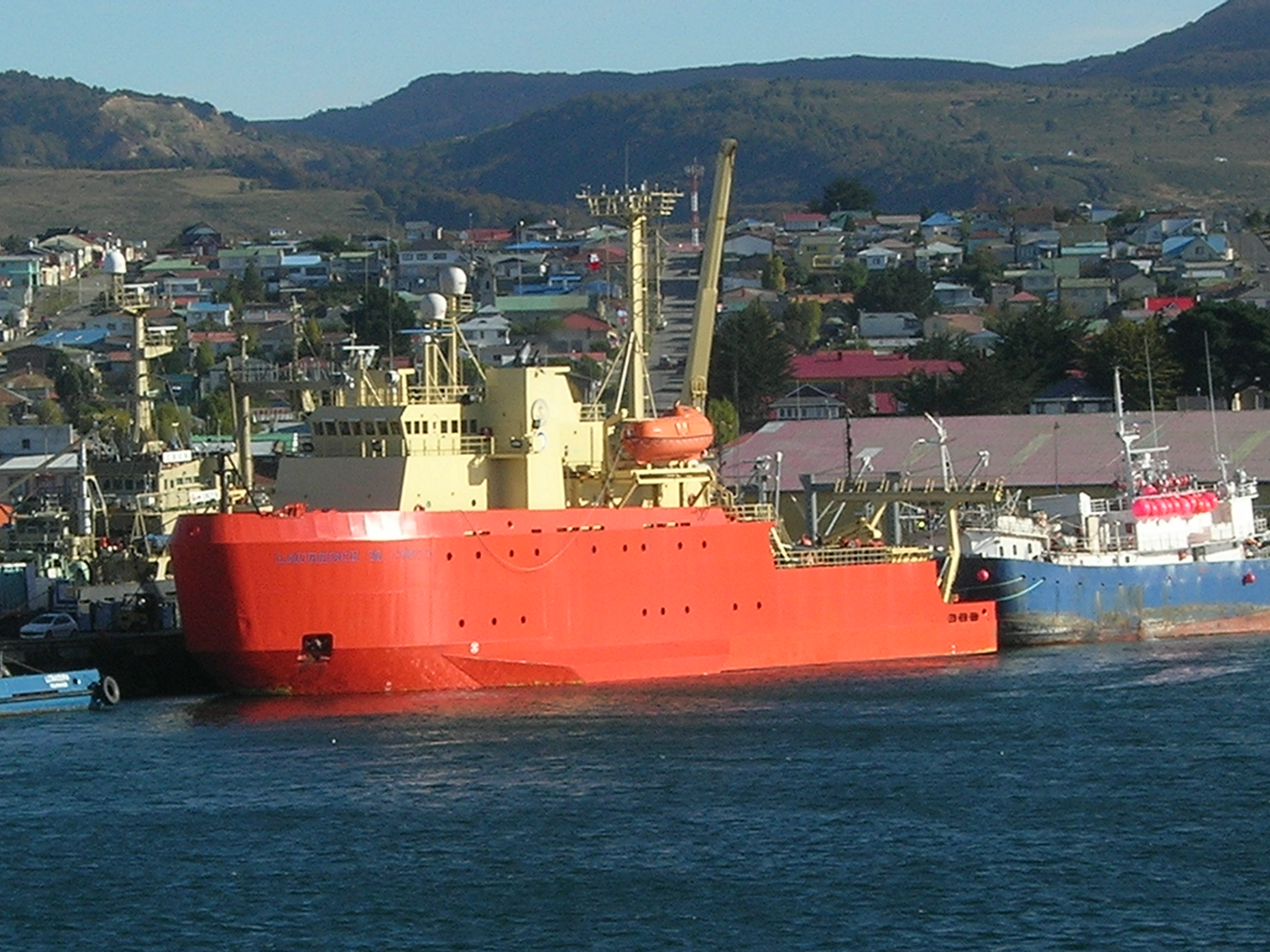
Einrumpfschiff

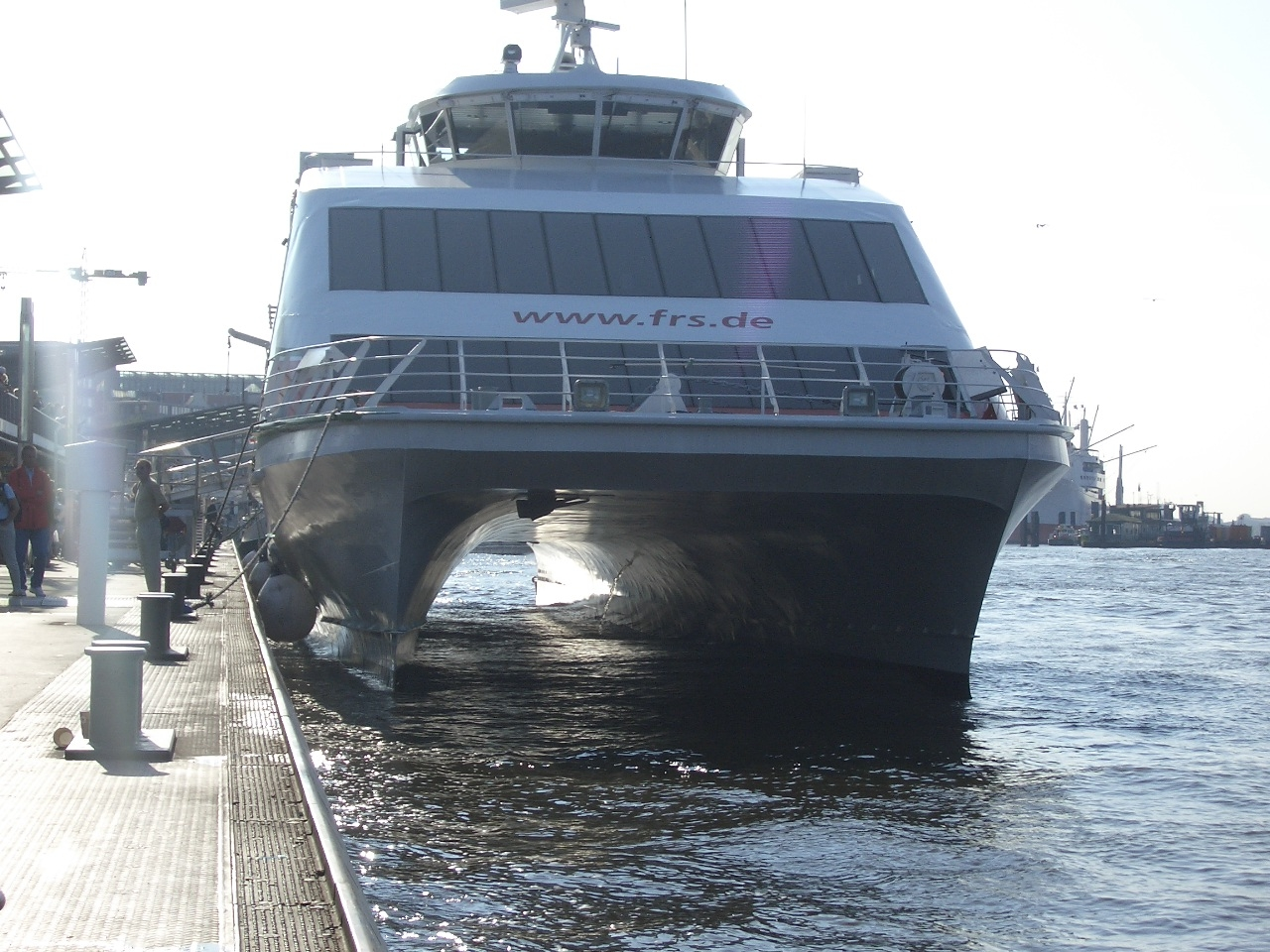
Mehrrumpfschiff: Katamaran

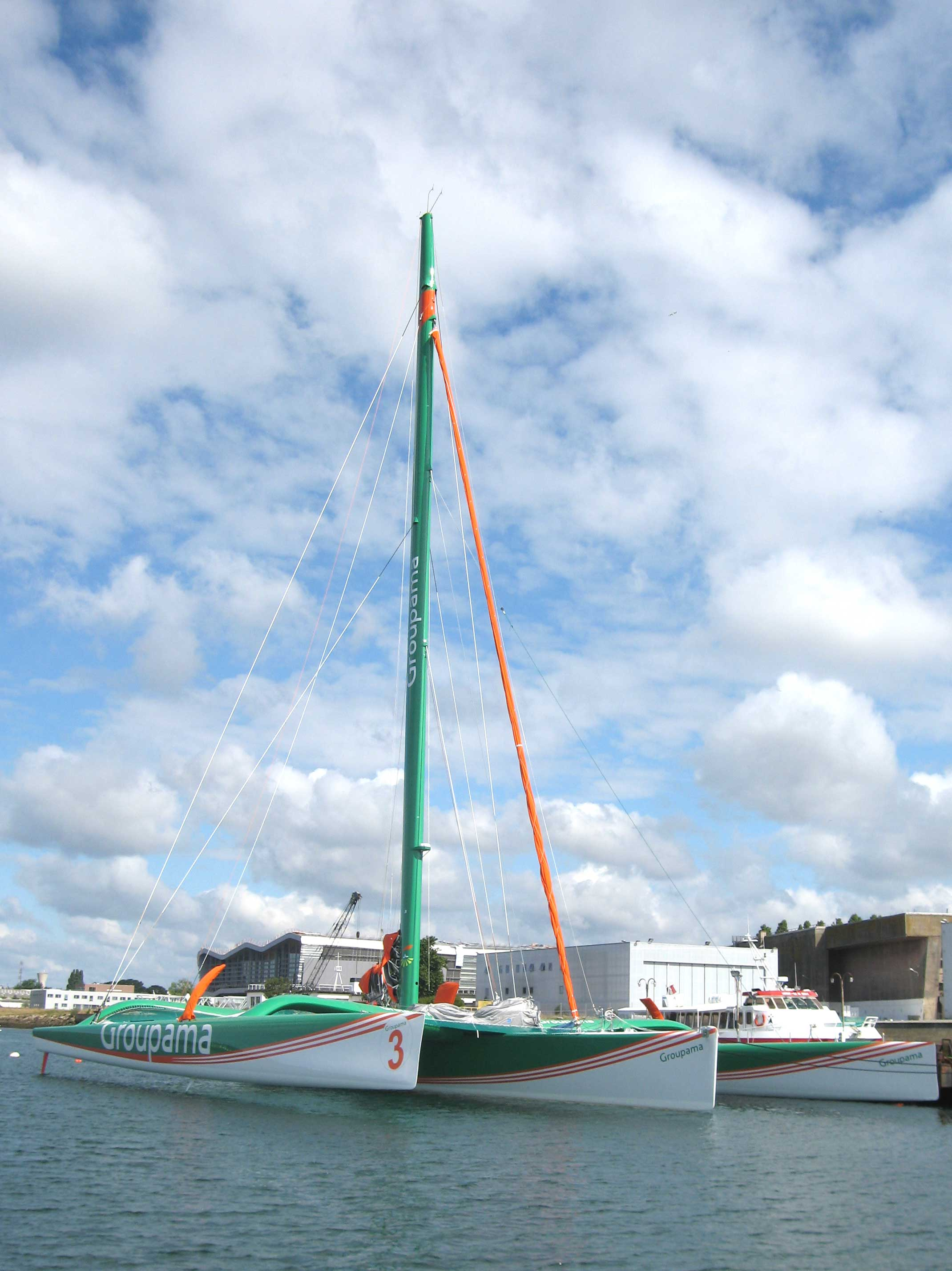
Mehrrumpfschiff: Trimaran

Als Boots- bzw. Schiffsrumpf bezeichnet man den Teil eines Boots oder Schiffs, der ihm die Schwimmfähigkeit verleiht. Ein Kasko ist ein fertiger, schwimmfähiger Rumpf ohne die zugehörige Technik. In der Binnenschifffahrt wird der Schiffsrumpf auch als Schiffsschale bezeichnet.
Man unterscheidet zwischen Einrumpf- und Mehrrumpfschiffen. Den unter Wasser liegenden Teil des Schiffskörpers nennt man Unterwasserschiff, dessen Form (von der Seite betrachtet) bezeichnet man als Lateralplan.

## Anforderungen
Gemäß dem archimedischen Prinzip ist der statische Auftrieb eines Körpers genauso groß wie die Gewichtskraft der vom Körper verdrängten Flüssigkeitsmenge. Wenn ein Schiff auf ruhigem Wasser schwimmt, ist also sein Gesamtgewicht genau so groß wie das Gewicht der vom Schiffsrumpf verdrängten Wassermenge. Um auch in Bewegung betriebssicher zu sein, muss ein Rumpf zusätzlich über genügend Freibord und Wiederaufrichtungsvermögen verfügen. Darüber hinaus muss ein Schiffsrumpf so gebaut sein, dass er alle im Betrieb auftretenden Kräfte aufnehmen kann.

## Geschichte
Zu allen Zeiten sind die Formen des Schiffsrumpfs von dem zur Verfügung stehenden Baumaterial, der sich daraus ergebenden Bauweise, der Antriebsart und dem Verwendungszweck bestimmt worden. Der Rumpf primitiver Fahrzeuge reicht von dem Rund geflochtener Körbe, mit Tierhaut überzogenem Rahmen bis zu langen Rümpfen aus Schilfrohr oder behauenen Baumstämmen. Die alten Ägypter banden hölzerne Planken zu flachbodigen Bootsrümpfen zusammen, die aussahen wie ihre Papyrusboote. Andere Völker im Altertum lernten ausgehöhlte Einbäume zu verbessern, indem sie diese aufspreizten und zu beiden Seiten einen oder mehrere Plankengänge aufsetzten.
Die fortdauernde Existenz primitiver Boote/Schiffe in den verschiedensten Teilen der Welt hilft diejenigen Regionen herauszufinden, wo die wichtigsten Typen seegehender Schiffe entstanden sind, nämlich das Mittelmeerbecken, Nordeuropa und China.
Während der überlieferten Geschichte gab es eine Parallelentwicklung der beiden oben erwähnten Grundformen, des Rundschiffes und des bauchigen Langschiffes. Die Geschichte des Schiffbaus deckt sich zeitlich überwiegend mit der Geschichte der mittels hölzerner Riemen fortbewegten Fahrzeuge und Segelschiffe.

### Bausysteme
Zwei grundlegende Bausysteme wurden beim Bau hölzerner Schiffe angewendet: die Schalen- und die Skelett- oder Spantenbauweise. Kombinationen beider sind seit dem 7. Jahrhundert n. Chr. nachweisbar. Beim Wrack von Yassiada (ca. 625/626 n. Chr.) beispielsweise wurde bis zur Wasserlinie die Schalenbauweise angewendet, während die über der Wasserlinie liegende Bordwand in Spantenbauweise errichtet wurde.
Bei der Schalenbauweise wurden die Planken aneinander mittels Zapfen und Dübel befestigt und danach die Spanten eingefügt. Bei der Skelettbauweise hingegen mussten die Planken dem aufgestellten Skelettsystem folgen. Bis vor kurzem wurde das in das 11. Jahrhundert datierte Serçe Limanı-Wrack vor der türkischen Küste als das älteste in reiner Spantenbauweise konstruierte Schiff bezeichnet. Erste Auswertungen der archäologischen Befunde der im Zuge des Marmaray-Projektes in Istanbul von 2004 bis 2009 durchgeführten Grabungskampagne zeigen jedoch, dass bereits im 8. Jahrhundert n. Chr. Schiffe in reiner Skelett- bzw. Spantenbauweise gebaut wurden (die Wracks tragen die Projektbezeichnung „YK 15“ und „YK 17“).
Das Aussehen der frühen gezimmerten Schiffe wurde weitgehend vom Baumaterial und den benutzten Werkzeugen geprägt. Alte skandinavische Schiffbauer gebrauchten Axt und Dechsel, um aus den beiden Hälften eines gespaltenen Stammes eine lange Planke herauszuhauen. Die so gewonnenen Planken wurden, sich überlappend, durch Weidenruten oder Tiersehnen (später Metallnieten) miteinander verbunden. Das waren die Anfänge der späteren Klinkerbeplankung. Wenn eine ausreichende Anzahl Planken miteinander und mit den Steven vorn und hinten befestigt worden waren, wurden abstützende Spanten eingefügt, die man an bei der Bearbeitung der Planken stehengelassenen Laschen festzurrte.

### Ägypten
Die Schiffbauer im alten Ägypten benutzten die Säge, um aus einem Stamm mehrere Planken herauszuschneiden. Die gebräuchlichen einheimischen Hölzer (Akazien und Sykomorenholz) waren nur in kurzen Längen erhältlich, was Herodot veranlasste, den Bau eines ägyptischen Schiffes mit einer Ziegelsteinmauer zu vergleichen. Alte Funde zeigen, wie die Planken durch verschiedene Kombinationen von Dübeln und Zapfen, eingelassenen schwalbenschwanzförmigen Verbindungsstücken und Laschungen Kante auf Kante befestigt waren, wodurch die glatte Außenhaut entstand. Dieses Prinzip wird heute als Kraweelbeplankung bezeichnet. Da die ägyptischen Schiffe zunächst nur Flussschiffe waren, hatten sie oft nur eine dicke Kielplanke statt eines gebauten Balkenkiels. Ein auffälliges Merkmal vieler ägyptischer Schiffe war ein über einen Stützpfosten vom Bug zum Heck verlaufender, sehr starker Längsverband aus Tauwerk, der ein Herabhängen der Schiffsenden verhinderte.

### Mittelmeerraum
Die phönizischen, griechischen und römischen Schiffe waren grundsätzlich Spitzgattschiffe.
Ihre Schiffbauer, die die Schalenbauweise anwandten, hatten ein sehr solides Wissen der für seegehende Schiffe erforderlichen Bauweise. Berichte über zahlreiche römische Kriegsschiffe, die innerhalb kurzer Zeit gebaut wurden – im Jahre 254 waren es 220 Schiffe, die innerhalb von drei Monaten gebaut wurden –, lassen darauf schließen, dass sie so etwas wie Spantschablonen verwendet haben, um Serien gleicher Schiffe bauen zu können. Die Römer hatten drei Grundtypen von Schiffen: Rundliche segelnde Handelsschiffe, stämmige, durch Ruderriemen angetriebene, in Seeschlachten zum Rammen benutzte Kriegsschiffe und leichte schnelle Galeeren für die Beförderung von Botschaften und wichtigen Personen.
Von der Zeit der Römer bis etwa zum 12. Jahrhundert änderten sich die Formen der Schiffe des Mittelmeerraumes nur wenig.
Die segelnden Kauffahrteischiffe blieben Doppelender mit einem völligen Heck und wurden mit einem schweren, seitlich gelagerten Riemen gesteuert. Eine wichtige Änderung war der Wechsel von der alten römischen Rahtakelung zu einer zwei- oder dreimastigen Lateintakelung bei der Mehrzahl der Handelsschiffe.
Seit der Zeit der ersten Kreuzzüge um 1095, als nordeuropäische Schiffe in großer Zahl in das Mittelmeer eindrangen, vermischten sich allmählich die Merkmale der Rundschiffe des Nordens und des Südens.

### Nordeuropäischer Raum
Im Nordeuropäischen Raum war das typische Wikingerschiff inzwischen von Spitzgattsegelschiffen abgelöst worden, bei welchem man die Klinkerbauweise, hohe Vor- und Hintersteven sowie das seitliche Ruder noch beibehielt. Diese Schiffe wurden breiter und tiefer im Verhältnis zur Länge. Kleine Kastelle erschienen am Bug und am Heck, die mit der Zeit immer ausgeprägter wurden.
Heckruder wurden erstmals in der zweiten Hälfte des 12. Jahrhunderts verwendet. Auch die Schiffbauer des Südens nahmen das Heckruder an, und bei ihren größeren Schiffen kehrten sie zur Rahtakelung zurück.
Um diese Zeit tauchten auch die ersten Koggen auf, die bis in das 15. Jahrhundert das Mittelmeer bis zur Ostsee als Standardtyp zu bezeichnen sind.

### China
Die Ursprünge der chinesischen Schiffe verlieren sich im Dunkel der Geschichte.
Einige Bootstypen des oberen Jangtsekiang sind fast identisch mit ägyptischen Schiffen der Zeit um 1600 v. Chr. Ein chinesischer Bericht aus dem Jahr 1119 vergleicht die Rumpfform der Schiffe mit einem rechtwinkligen Kornmaß, das schräge Seiten und Endflächen hat. Ferner wird ein Mattensegel beschrieben, das sich um den Mast bewegte wie eine Tür in der Angel. Die Chinesen bauten Schiffe (Dschunken) mit mehreren Querschotten, die mit dem Balanceruder seit dem ersten und Seitenschwertern seit dem achten Jahrhundert ausgestattet waren.

### Mittelalter bis 19. Jahrhundert
Während des 15. Jahrhunderts wurden die Schiffe in Europa immer größer, bis den Schiffbauern des Nordens offensichtlich klar wurde, dass es für die Abmessungen geklinkerter Schiffe Grenzen gab. Die größeren Schiffe Europas vereinigten in sich die Merkmale des Nordens und des Südens. Da an den Stellen der vorstehenden Balkenköpfe die Außenhaut schwer abzudichten war, gab man diese Bauweise auf. Eine glatte Beplankung wurde auf ein vorher errichtetes Spantwerk gebracht, die Decks nur im Inneren abgestützt. Es ist schwierig, einige von den der Kogge folgenden Schiffstypen genau zu beschreiben, wie Galeone, Galeasse und Galiot sowie die völligen Frachtschiffe Holk, Karacke und Karavelle.
Im Laufe des 15. und 16. Jahrhunderts veränderte sich das Aussehen der europäischen Schiffe beträchtlich. Die Kastelle blieben groß, verloren aber ihre Eckigkeit und verschmolzen mit den Linien des Rumpfes. In der zweiten Hälfte des 16. Jahrhunderts begann man, den großen Schiffen ein Spiegelheck zu geben, das den Aufbauten eine bessere Abstützung bot als das mittelalterliche Rundheck. Um die gleiche Zeit verlor das vordere Kastell seine dreieckige Grundrissform und bildete in Nachahmung der Rammstevens der Galeere unter dem Bugspriet einen Schiffsschnabel. Die Galeone wurde der hauptsächliche Schiffstyp für die nächsten 100 Jahre. Sie hatte weniger Sprung, niedrigere Aufbauten und war schmaler im Verhältnis zur Länge als die früheren Typen.
Das 17. Jahrhundert brachte eine wesentliche Verbesserung des Spantbaus. Bis ins späte 16. Jahrhundert hinein war das aus mehreren gewachsenen Krummhölzern zusammengelaschte Einzelspant bei Schiffen fast aller Größen die Norm. Die Verbindungsstellen waren jedoch Schwachpunkte, deshalb legte man nun an Verbindungsstellen die Hölzer nebeneinander und zwar gegeneinander versetzt, so dass sie sich jeweils um einige Fuß überlappten. Der Spantabstand war am Kiel gleich der Spantdicke, so dass die Spanten an den Dopplungen über die ganze Schiffslänge dicht an dicht standen. Sie waren nicht aneinander befestigt, wurden jedoch durch Beplankung und Innenwegerung an ihrem Platz festgehalten.
Der halbkreisförmige Querschnitt des Einbaums war nicht sehr günstig in Bezug auf eine stabile Schwimmlage, doch die Boots-Schiffbauer bemerkten bald, dass sich diese durch Abflachung des Bodens verbessern ließ. Generell kann man die Unterwasserform des Hauptspants fast aller Schiffe bis zum 18. Jahrhundert als einen angenäherten Halbkreis beschreiben. Die V-Spantform der Wikingerschiffe war ungewöhnlich und blieb eine skandinavische Besonderheit. Änderungen der Unterwasserform vollzogen sich erst im 18. und 19. Jahrhundert.

### Gegenwart
Bemerkenswerte Veränderungen in der Rumpfform waren der 1910 von dem Bootsbauer und Ingenieur Claus Engelbrecht entwickelte und später von dem bei ihm angestellten Schiffbauingenieur Arthur Tiller verbesserte „Wellenbinder“ sowie der von dem österreichischen Physiker Theodor Eder entwickelte „DG-Hull“ (Deplacement-Glider-Hull = Verdrängergleiter-Rumpf). Eder hatte Ende der 1980er vom Bürgermeister von Venedig den Auftrag bekommen, einen Schiffsrumpf zu entwickeln, der keine Welle wirft. Siehe auch: Verdränger und Gleiter

## Schiffsbaupläne

Linienriss mit Schnitten, Spant-, Wasserlinien- und Seitenriss

Die ältesten erhaltenen Schiffsrisse und schiffbaulichen Abhandlungen stammen aus dem frühen 15. Jahrhundert. Sie sind italienisch abgefasst und beschreiben die Bautechnik des Mittelmeerraumes. Bis 1750, vielleicht sogar noch später, war es möglich, lediglich mit Zirkel und Lineal ein Schiff zu entwerfen. Um 1670 stammen englische Berichte über die Ergebnisse der wohl ersten systematischen Versuche zur Ermittlung des Schiffswiderstandes. Weitere wissenschaftliche Studien folgten, insbesondere in Frankreich, wo auch 1746 durch Pierre Bouguer die erste Abhandlung über Stabilität veröffentlicht wurde.
Im 18. Jahrhundert verlangten sowohl legale als auch illegale Betätigungen nach kleinen Schnellseglern. Die zuerst auf Jamaika, später auf Bermuda und an den Küsten der Chesapeake Bay gebauten Schiffe wurden weltberühmt. Die Bezeichnung „Virginia-built“ oder „Virginia-model“ waren Synonyme für Geschwindigkeit. Im frühen 19. Jahrhundert war dieser Typ als Baltimoreklipper bekannt. Ein auffälliges Merkmal war damals eine Rückkehr zum V-förmigen Schiffsboden des Wikingerschiffes, die Schiffe erhielten eine starke „Aufkimmung“, und zwar immer dann, wenn die Geschwindigkeit eine größere Rolle spielte als die Tragfähigkeit.
Man setzte Baltimoreklipper im Indien- und Chinahandel ein, aber ihre Schnelligkeit konnte doch ihre beschränkte Ladekapazität, die eine Folge der V-Bodenform war, nicht wettmachen. Die besten Schiffe im Chinahandel stellten einen Kompromiss dar und hatten vollere Linien. Die Ära des Klippers, die in den 1840er Jahren begann, endete in den USA 1857 und in England um 1870. Die großen Klipper erwuchsen aus einem zunehmenden Drang nach hoher Geschwindigkeit, der vor allem durch die Goldfunde in Kalifornien und Australien angeheizt wurde. Die Ladefähigkeit kam erst in zweiter Linie. Die Rekordgeschwindigkeiten der Klipper wurden vor allem durch sehr hartes Segeln erreicht, wozu die langen, schnellen Schiffsrümpfe geradezu herausforderten. Doch schließlich erzwang wirtschaftlicher Druck die Rückkehr zu ökonomischen Schiffsformen, d. h. zu Schiffen, die nicht ganz so schnell waren, dafür aber mehr Ladung transportieren konnten.
Das Ausschmücken der Schiffe mit figürlichen Schnitzereien wie Tieren, Göttern und Göttinnen kann bis ins Altertum zurückverfolgt werden, wobei die Darstellung der letzteren wohl mehr zum Ziel hatte, sich göttlichen Schutzes zu versichern, als das Schiff zu dekorieren. Die Wikinger versahen die Steven ihrer Schiffe mit wilden Drachenköpfen (Drachenschiffe), um ihre Feinde zu erschrecken. Um 1600 begann eine mehr als eine Jahrhundert währende Periode der kunstvollsten Schiffsdekorationen. Sowohl Kriegs- als auch Handelsschiffe wurden mit reichem Schnitzwerk verziert; am Heck, an den achteren Galerien, an den Seiten und vorn befanden sich große Galionsfiguren. Ab 1800 beschränkt man sich auf einige wenige Heckfenster mit etwas ornamentalem Schnitzwerk am Spiegel, kleine Heckgalerien und ein paar einfachen Bugverzierungen.
Die Einführung des Dampfantriebs im frühen 19. Jahrhundert stellte die Schiffbauer vor neue Probleme, nämlich das hohe Gewicht der Maschine und die hohen Beanspruchungen, die durch die Schaufelräder bzw. die Propeller hervorgerufen wurden. Bis in ihre letzte Phase waren bei den in Europa gebauten Raddampfern die Radkästen nur als Anhänge an den Rumpf angebaut.
Bis 1870 hatten seegehende Dampfer die Form, wie sie bei den Segelschiffen üblich war, und die Dampfer waren auch wie die Segler gebaut. Der Dampfantrieb war noch unzuverlässig, deshalb hatten die Schiffe zusätzlich eine reduzierte Segelschiffstakelage. Notbesegelung für Dampfer gab es bis zum Ersten Weltkrieg.
Seit der Mitte des 19. Jahrhunderts hatten weitere Versuche zur Messung des Schiffswiderstandes und praktische Erfahrungen mit dem Dampfantrieb gezeigt, dass scharfe Linien eine Voraussetzung für hohe Geschwindigkeiten waren. Bei einem Segelschiff konnten ungünstige Schiffslinien durch mehr Segelfläche etwas ausgeglichen werden, aber der noch junge Maschinenantrieb war begrenzt in seiner Leistung, und Ausfälle gab es häufig. Die Folgen waren zuweilen katastrophal (z. B. Kesselexplosion).